# 部局長 (教育組織の役職)
大学組織における部局長（ぶきょくちょう）は、大学の役職の一つであり、中間組織の長である。部局長は学長と学科長の中間に位置する。学部長、研究科長、図書館長、学生部長等が部局長に分類される。
スタンフォード大学など歴史の古い私立大学の場合は部局長選定手続きが閉鎖的な傾向にあるが、米国の州立大学など公的な大学の場合は手続きが公開されており学外から部局長が登用されることも多い。
日本では国立大学の法人化以前から平成19年に至るまで部局間の情報交換や全学的事項の審議等を目的として部局長会議が多くの大学に設置されている。

## 大学組織内での位置づけ

### 日本
日本では1949年に定められた教育公務員特例法の定義によれば、大学の副学長、学部長等が部局長に含まれる（同施行令によれば分校主事、附置研究所長、附属病院長、附属図書館長も含まれる）。部局長のうち学部長は当該学部の教授会によって、他の部局長は大学の評議会の諮問と学長によって選出される。1961年に日本学術会議は大学の自治を拡充するため学部長以外の部局長の選出に評議会の諮問を導入するよう勧告した。筑波大学など新構想大学では学部長が部局長に置き換えられた。
日本の国立大学法人では、学部・研究科・研究所ごとに置かれる教授会を当該中間組織の部局長が主催する。また、大学の自治組織として部局長会議が置かれることがある。制度上は学長が部局長を任命するが、歴史的には部局内での選考によって決められている。制度上の権限はないものの、部局長会議は大学の予算配分に一定の関与をすることがある。

### 英語圏
米国の研究型大学では、頂点に立つ学長（英語 president）がプロヴォスト（学内行政を統括する役職、英語 provost）を指揮し、プロヴォストが部局長（英語 dean）を指揮し、部局長が学科長を指揮する、という指揮命令系統になっていることが多い。部局長（ディーン）は学長の指名により選任されるが、大学理事会による事前の候補選定があることも多い。

### 欧州大陸
フランスでは部局長（フランス語 directeur de composante）は当該部局の教員の中から選出するよう教育法典で定められている（任期は5年）。選出の権限を持つのは大学の評議会である。フランスでは大学の自律性が制約される傾向にあったが、2013年に制定された高等教育・研究法により「同僚制」を取り戻す目的で部局長会議（フランス語 conseil des directeurs de composantes）が大学に設置されることになった。部局は教育研究単位（フランス語 unité de formation et de recherche; 略称 UFR）とその他の教育研究施設（フランス語 institut/école）からなる。UFRは1968年以前までは学部（フランス語 faculté）と呼ばれた。
ドイツでは、部局長は当該部局教員の代表者であり、（当該部局所属者には限られない）当該専門分野の教員からなる専門分野協議会によって選出される。